# Commelina virginica
Commelina virginica är en himmelsblomsväxtart som beskrevs av Carl von Linné. Commelina virginica ingår i släktet himmelsblommor, och familjen himmelsblomsväxter. Inga underarter finns listade.